# Microsoft Windows 1.0
Microsoft Windows 1.0 ist eine vom Unternehmen Microsoft entwickelte grafische Benutzeroberfläche. Sie sollte den Umgang mit den Betriebssystemen MS-DOS und PC DOS, insgesamt PC-kompatibles DOS, erleichtern sowie das Erscheinungsbild von Anwendungsprogrammen vereinheitlichen und die Nutzung von Peripheriegeräten wie Druckern und Bildschirmen für die Benutzer vereinfachen. Für das am 10. November 1983 von Bill Gates in New York offiziell angekündigte Produkt, an dem 24 Softwareentwickler drei Jahre lang gearbeitet hatten, wurde nach langer Verzögerung am 20. November 1985 die Auslieferung der Einzelhandelsversion bekanntgegeben. Am darauffolgenden Tag wurde das Produkt auf einer Pressekonferenz offiziell vorgestellt.
Windows 1.0 fand kaum Anklang bei den Benutzern, da für einen sinnvollen Einsatz teure Hardwarekomponenten wie eine Maus, ein Festplattenlaufwerk, Erweiterungsspeicher und Farbgrafikkarte benötigt wurden. Außerdem gab es nur wenige Anwendungen, die speziell auf die Leistungsmerkmale von Windows zugeschnitten waren. Es enthielt jedoch bereits viele Merkmale der ab 1990 erfolgreichen Windows-3.x-Versionen.

## Entwicklungsgeschichte
Als Mitte der 1980er Jahre die ersten grafischen Benutzeroberflächen für Personal Computer erschienen (der Macintosh von Apple erschien 1984, andere 1985 oder wenig später), wurden Computer fast ausschließlich mit Kommandobefehlen bedient, deren Befehlssyntax eingehalten werden musste und eine Einarbeitung erforderte. Intuitives Arbeiten war dadurch nicht möglich.
Die meisten grafischen Benutzeroberflächen orientieren sich mehr oder weniger stark am Xerox Alto, dem ersten Computer mit einer Oberfläche dieser Art. Mit diesen Oberflächen kann der Benutzer per Mausklick Dateien verwalten, Programme starten und Dateien anlegen, ohne sich dafür eine exakte Zeichenfolge merken zu müssen. Daten, Anwendungen, Ressourcen und Teile des Computersystems, z. B. die Systemsteuerung, werden als Objekte (in Form visueller Symbole oder als anklickbare Listeneinträge) dargestellt und die Arbeit mit ihnen geschieht durch Kontext- oder Auswahlmenüs, durch Schaltflächen und andere grafische Elemente oder durch direktes Anklicken eines Symbols mit der Maus.

### Entwicklung von Windows 1.0
Im September 1981, einen Monat nach der Auslieferung von PC DOS 1.0 durch IBM, begannen die Arbeiten am Projekt Interface Manager, der eine Zwischenschicht zwischen MS-DOS und den Anwendungsprogrammen bilden und den Umgang mit den am Computer angeschlossenen Druckern und dem Monitor erleichtern sollte.
Der Interface Manager sollte hardwareunabhängig sein, im Grafikmodus arbeiten, Unterstützung für WYSIWYG bieten und das Erscheinungsbild der Anwendungsprogramme vereinheitlichen. Das Manager-Magazin schrieb 2005 in einem geschichtlichen Rückblick, Oberfläche und System sollten zu einem Betriebssystem verwoben werden, um sicherzustellen, dass alle Nutzer vom System abhängig waren, die sich für die Oberfläche entschieden. Ursprünglich war wie bei dem im August 1982 erschienenen Microsoft Multiplan eine alphabetisch geordnete Befehlsliste am unteren Bildschirmrand geplant. Unter dem Eindruck der grafischen Benutzeroberfläche des Xerox Stars und Apples Lisa fiel 1982 die Entscheidung, Pull-Down-Menüs und Dialogboxen zu verwenden und die Anzeige von mehreren Dokumenten in verschiedenen Fenstern zu ermöglichen. Als Eingabegerät sollte eine Maus genutzt werden.
Nachdem der Softwarehersteller Visicorp im Herbst 1982 auf der COMDEX sein Produkt Visi On vorgestellt hatte, das nach der Einschätzung von Charles Simonyi dem von Microsoft geplanten Produkt äußerlich sehr ähnelte, machte Bill Gates im Januar 1983 erste Andeutungen über die Entwicklung des Interface Managers. Im Mai 1983 schlug der für das Produkt verantwortliche Manager Jeff Raikes die Bezeichnung Microsoft Desktop vor, konnte sich damit aber nicht durchsetzen. Da die Entwickler immer von Fenstern sprachen, dachten sich die PR-Manager den einfacheren Namen „Windows“ aus.

Windows 1.00 Vorabversion (Beta Release) mit mitgelieferten Demoanwendungen

Nach Beginn der Auslieferung von Visi On im Oktober 1983 und der Ankündigung von IBM, mit TopView ebenfalls etwas dem Interface-Manager Entsprechendes entwickeln zu wollen, sah sich Microsoft gezwungen, mit seiner eigenen Produktentwicklung an die Öffentlichkeit zu gehen. Am 10. November 1983 verkündete Bill Gates in New York die Entwicklung einer grafischen Benutzeroberfläche für MS-DOS, die bis Ende 1984 auf mehr als 90 Prozent aller MS-DOS-Rechner im Einsatz sein würde. Der Auslieferungstermin von Windows 1.0 musste jedoch mehrere Male verschoben werden, was dem Produkt den Ruf einer sogenannten Vaporware einbrachte und worunter das Ansehen von Microsoft litt. Die Entwickler hatten Probleme mit der Leistungsfähigkeit des Intel-8088-Prozessors. Windows benötigte zu viel Speicherplatz und war zu langsam. Mit der multitaskingfähigen Fensterumgebung DESQview (Juli 1985; Vorgänger DESQ, bereits Mai 1984, war praktisch bedeutungslos) von Quarterdeck, Top View (Januar 1985) von IBM und der graphischen Benutzeroberfläche GEM (Februar 1985) von Digital Research erschienen nach Visi On unterdessen weitere Konkurrenzprodukte. Nach der Umstrukturierung von Microsoft im August 1984 erhielt Neil Konzen die Verantwortung für die Benutzeroberfläche. Er definierte zahlreiche interne Routinen von Windows neu, um die Anpassung von Macintosh-Anwendungen an Windows zu erleichtern.
Um die Leistungsfähigkeit von Windows zu demonstrieren, wurden nach dem Vorbild der Apple-Programme die Programme Write und Paint entwickelt. Unter der Leitung von Tandy Trower entstanden weitere Hilfsmittel wie der Kalender, der Taschenrechner, der Kartenmanager, die Uhr und das Spiel Reversi. Der Öffentlichkeit präsentiert wurde Windows auf der COMDEX im Mai 1985. Windows ließ sich jetzt sowohl mit einer Maus als auch mit der Tastatur bedienen und es unterstützte die von IBMs TopView eingeführten PIF-Dateien. Am 28. Juni 1985 lieferte Microsoft eine erste Testversion für Softwareentwickler und Computerhersteller aus.
Die endgültig freigegebene Version 1.01 wurde am 21. November 1985 auf einer Pressekonferenz vorgestellt. Die Auslieferung der Einzelhandelsversion war bereits einen Tag zuvor bekannt gegeben worden. 85 Prozent des Quelltextes waren in der Programmiersprache C geschrieben. Nur kritische Programmteile waren in Assemblersprache implementiert. 24 Programmierer hatten 110.000 Stunden benötigt, um die erste Windows-Version zu entwickeln. Den Programmierern standen außerdem Test- und Dokumentationsteams zur Seite. Während der dreijährigen Entwicklungszeit gab es insgesamt vier Produktmanager und drei Entwicklungsleiter. Im Mai 1986 folgte die in die wichtigsten europäischen Sprachen, darunter Deutsch, lokalisierte Version 1.02. Die Versionen 1.03 (August 1986) und 1.04 (April 1987) enthielten lediglich kleinere Verbesserungen, Fehlerbereinigungen und aktualisierte Gerätetreiber. Windows wurde in den Preislisten der Händler unter den Hilfsprogrammen aufgeführt und kostete im Dezember 1986 etwa 340 DM.

## Funktionsumfang

Die Schreibtischmetapher (hier der „virtuelle Karteikasten“) sollte unerfahrenen Anwendern eine schnelle Eingewöhnung ermöglichen

Nach dem Ausführen der Datei WIN.COM auf der DOS-Kommandozeile startet Windows mit dem Desktop und dem Programmfenster MS-DOS, einem in etwa mit dem späteren Arbeitsplatz vergleichbaren Dateimanager. Es erlaubt den Benutzern beispielsweise, ohne Kenntnis der genauen Syntax der MS-DOS-Befehle Dateien zu kopieren, Verzeichnisse anzulegen oder DOS- und Windows-Programme zu starten. Aktive Programme wurden am unteren Bildschirmrand als Symbole dargestellt. Microsoft nannte sie in dieser Version Sinnbilder. Mit Hilfe der Systemsteuerung war es möglich, bestimmte Eigenschaften von Windows an die Vorlieben eines Benutzers anzupassen. So konnten die verwendeten Farben oder die Blinkgeschwindigkeit des Cursors eingestellt werden. Dank des mitgelieferten Druckerspoolers erfolgte der Ausdruck von Dateien während der Arbeit mit Windows im Hintergrund. Die Zwischenablage erlaubte den Austausch von Daten zwischen Windowsprogrammen. Mit dem Systemprogramm Terminal war es möglich, mittels eines Nullmodem-Kabels mit anderen Computern zu kommunizieren.

### Kompatibilität zu DOS-Anwendungen

Der PIF-Editor unter Windows 1.03 mit einer Beispielkonfiguration für die Tabellenkalkulation Lotus 1-2-3.

Da es kaum Windowsprogramme gab, mussten die Benutzer auf ihre gewohnten DOS-Programme zurückgreifen. Diese können zwar ebenfalls unter Windows verwendet werden, jedoch ohne die Vorteile der grafischen Benutzeroberfläche mit ihrer zentralen Grafik- und Treiberverwaltung. Mit dem PIF-Editor können diese Anwendungen für die Arbeit unter Windows konfiguriert werden, wie etwa die Verwendung von Speicher oder Peripheriegeräten (siehe nachstehende Abbildung).
DOS-Anwendungen, die ausschließlich DOS-Systemaufrufe verwenden (Microsoft nennt sie „kooperative Programme“), können in einer „DOS-Box“ gestartet werden, einem Fenster unter Windows. Damit steigt der Bedarf an Arbeitsspeicher, da die DOS-Programme zusätzlich zu Windows in den Speicher geladen werden.

### Lieferumfang
Der Leistungsumfang von MS-Write entsprach in etwa dem von Microsoft für den Macintosh entwickelten Microsoft Word und führte erstmals auf PCs das mit der Dateierweiterung .DOC gekennzeichnete Dateiformat von Word ein. MS-Paint war vergleichbaren Anwendungen ebenbürtig und erlaubte wie diese nur Schwarz-weiß-Zeichnungen. Windows enthielt außerdem das Computerspiel Reversi und verschiedene Hilfsprogramme, die Dinge repräsentierten, die typischerweise auf einem Schreibtisch zu finden sind: einen Taschenrechner, einen Terminkalender, einen Notizblock, eine Karteikartenverwaltung sowie eine Uhr.
Weiterhin befanden sich im Lieferumfang von Windows Gerätetreiber für insgesamt 19 Druckermodelle der Firmen Epson, IBM, Oki, NEC, C. Itoh, Star, Toshiba, TI und HP. Windows unterstützte Speichererweiterungskarten nach dem LIM-EMS-Standard, mit denen der unter DOS auf 640 kByte beschränkte Arbeitsspeicher auf mehrere Megabyte ausgebaut werden konnte. Bestandteil der Installation waren PIF-Dateien mit den Standardkonfigurationen für die damals gängigsten DOS-Anwendungen und ein Editor für die Bearbeitung dieser Konfigurationsdateien.
Der Inhalt der Installationsdisketten war, im Gegensatz zu vielen anderen Betriebssystemen und späteren Windowsversionen, nach Funktion kategorisiert. Die sechs 5,25-Zoll-Disketten heißen WIN1, WIN2, ANWENDGN, FONTS, HILFSPRG und WRITEPRG (Version 1.03). Alle Installationsdateien sind unkomprimiert.

## Systemvoraussetzungen
Die Mindestanforderungen für die Installation des auf fünf 5,25-Zoll-Disketten ausgelieferten Windows 1.01 waren ein mit einer 8088-CPU von Intel ausgerüsteter Computer, der über 256 KByte Arbeitsspeicher und zwei Laufwerke verfügte, von denen eines ein Diskettenlaufwerk sein musste, sowie das Betriebssystem MS-DOS 2.x oder höher. Verfügbar war zum Zeitpunkt der Markteinführung bereits die netzwerkfähige MS-DOS-Version 3.1, die seit November 1984 ausgeliefert wurde. Windows unterstützt die Grafikkarten Hercules sowie die CGA- und EGA-Standards.
Windows unterstützt in diesen Versionen nicht alle genannten Spezifikationen vollständig. Beispielsweise wird MS-DOS erst in einer späteren Version voll unterstützt (Version 3.2) und der CGA-Standard wird nur Schwarz-Weiß unterstützt.

## Resonanz
Als Windows Ende 1985 erschien, gab es auf dem Markt vier Produkte für IBM-kompatible PC mit einem vergleichbaren Funktionsumfang:
- Unter Visi On von Visicorp konnten nur speziell für diese Anwendung programmierte Anwendungen ablaufen. Für deren Entwicklung wurde ein VAX- oder DEC-Minicomputer benötigt, der mit etwa 20.000 DM sehr teuer war. Den Anwendern standen daher nur die von Visicorp selbst entwickelte Textverarbeitung, eine Tabellenkalkulation und ein Grafikprogramm zur Verfügung. Für den Betrieb von Visi On war eine ebenfalls teure Festplatte erforderlich. Aus diesen Gründen waren die Verkaufszahlen von Visi On enttäuschend für Visicorp, die 10 Millionen Dollar in das Produkt investiert hatte. Sie musste ihre Geschäftstätigkeit schließlich einstellen.[9]
- DESQview von Quarterdeck, mit dem gleichzeitig mehrere DOS-Programme ausgeführt werden konnten, war zwar die erfolgreichste Multitaskingumgebung für DOS,[10] wurde aber bis Anfang der 90er Jahre weitgehend durch Windows verdrängt.[11]
- IBMs TopView war keine grafische Benutzeroberfläche, sondern benutzte den Textmodus. TopView konnte DOS-Programme ausführen, aber nur speziell für TopView entwickelte Anwendungen konnten gleichzeitig ablaufen und ermöglichten den Datenaustausch mittels Kopieren und Einfügen.
- GEM von Digital Research konnte nur jeweils eine Anwendung ausführen, lehnte sich aber stark an die von Xerox PARC entwickelte graphische Benutzeroberfläche an und bot beispielsweise überlappende Fenster, die Microsoft erst mit Windows 2.x einführte.[12]

Eine Umfrage des Magazins InfoWorld im Dezember 1985 ergab, dass die in den Unternehmen für die Datenverarbeitung Verantwortlichen Windows den Produkten GEM oder TopView vorziehen würden, aber bessere Integrationsmöglichkeiten abwarten wollten. Im Alltagsbetrieb erwies sich Windows als zu langsam. Die für eine sinnvolle Nutzung notwendigen Hardwarekomponenten Festplatte, Erweiterungsspeicherkarten, Maus, Farbgrafikkarte waren zum damaligen Zeitpunkt noch sehr teuer und daher wenig verbreitet. Nur wenige Hersteller IBM-kompatibler PCs lieferten Windows mit ihren Produkten aus. Es gab so gut wie keine speziell an die Fähigkeiten von Windows angepassten Anwendungen. Die erste nicht von Microsoft stammende Windowsanwendung wurde von Paul Grayson von Micrografx entwickelt und war das Zeichenprogramm In-A-Vision. Das für die Entwicklung von Windows-Anwendungen notwendige Software Development Kit bestand aus sieben Disketten. Es enthielt eine spezielle Fassung des Microsoft C-Compilers, weitere Hilfsanwendungen und eine etwa 1000 Seiten umfassende Dokumentation des Windows-APIs und war vielen Programmierern zu kompliziert. Erst im Dezember 1986 erschien mit der DTP-Software PageMaker von Aldus die erste größere Anwendung für Windows. Auf Grund der geringen Verbreitung von Windows wurde PageMaker mit einer speziellen Laufzeitumgebung von Windows verkauft. Ende Oktober 1987 veröffentlichte Microsoft mit Excel 2.0 das erste eigene speziell an Windows angepasste Anwendungsprogramm. Es erschien zeitgleich mit Windows 2.0 und setzte einen Computer mit Intel-80286-Prozessor voraus.
Der Journalist Jim Seymour beurteilte Windows kurz nach dessen Erscheinen in der Fachzeitschrift PC Week folgendermaßen:

„Ich bin ein Fan von Windows, nicht wegen der Merkmale, die es heute bietet, sondern wegen der Rolle, die es mit Sicherheit eines Tages spielen wird. […] Meiner Meinung sind Programmierer, die bei neuen Produkten nicht die Kompatibilität mit Windows sicherstellen und neue Windows-Versionen erfolgreich bestehender Produkte erstellen, nicht bei Sinnen.“